# 糊涂县令郑板桥
《糊涂县令郑板桥》（英語：Confused Officer Banqiao），2016年中国古裝剧。2015年4月至6月拍攝，由赵毅、柴碧云、刘金山、方青卓、胡亚捷、杨凯程、杜奕衡、肖轶领衔主演，浙江卫视于2017年3月27日上档。2017年7月24日MOD龍華戲劇台播出。

## 播出时间

### 首播
| 频道           | 所在地   | 播映日期       | 播出时间 | 备注 |
| -------------- | -------- | -------------- | -------- | ---- |
| 黑龙江都市频道 | 中国大陆 | 2016年11月16日 |          |      |
| 浙江卫视       | 中国大陆 | 2017年3月27日  |          |      |

## 演员列表

### 主要演员
| 演员   | 角色   | 介绍 |
| 赵毅   | 郑板桥 | 山東範縣、濰縣縣令。他才華橫溢，機智有為，作詩畫作均有超凡的才華，連皇上也刮目相看，表面是個毒舌才子，實際上有一顆善良易感動且正義的心。在任期間愛民如子，為官清廉，深得民間百姓喜愛，此外，他對於民事處理公正，總有一套旁人無法理解的怪方法，十二年沒有發生過一件冤案。 |
| 柴碧云 | 饶小梅 | 鄭板橋妻子，因一次機緣巧合而與鄭板橋相遇，兩人不打不相識，起先互看對方不順眼，但隨著朝夕相處，加上饒小梅幾次幫忙破案，最終兩人走到了一起。 |
| 刘金山 | 范仁富 | 范子揚的父親，範縣首富，性格老奸巨猾，做事不擇手段。范仁富與地頭蛇洪興暗中勾結，囂張跋扈的姿態，還時常欺民和橫行市井。與山東巡撫晏斯泰狼狽為奸，為其子哈圖說媒被鄭板橋破壞。                                                                                             |
| 方青卓 | 费姑   | 鄭板橋奶娘，慈愛、熱心腸。 |
| 胡亚捷 | 胤禧   | 正直的王爺，明辨是非，對鄭板橋甚是賞識。 |
| 杨凯程 | 范子扬 | 范仁富兒子，是饒小梅的未婚夫。范子揚是范縣首富范仁富的獨子，生的英俊挺拔，玉樹臨風，自小被父母捧在手掌心，儘管嬌生慣養，卻不失善良本性。 |
| 杜奕衡 | 弘皙   | 為賢不仁的王爺，想要謀朝篡位。 |
| 肖轶   | 赵二虎 | 范仁富的手下，幫助范仁富惡事做盡。 |
| 白海濤 | 姚三   | 敢作敢為的性情中人，面對真情實意願意付出，面對“惡勢力”臨危不亂。協助鄭板橋相繼解決了蝗蟲、搶親等事務，因為蝗蟲事件被趙二虎抓住了把柄，趙二虎意欲陷害姚三，他悄悄在茶水里加了毒藥，欲置姚三於死地。                                                                       |

## 电视节目的变迁
| 中国大陆 浙江卫视 星空剧场 每日 22:00 | 中国大陆 浙江卫视 星空剧场 每日 22:00          | 中国大陆 浙江卫视 星空剧场 每日 22:00 |
| ------------------------------------- | ---------------------------------------------- | ------------------------------------- |
|                                       | 糊涂县令郑板桥 （2017年3月27日－2017年5月4日） |                                       |
| －                                    | 歧路兄弟 （2017年5月17日－2017年7月）          |                                       |